# Budapest védett természeti értékeinek listája
Budapest természeti értékekben igen gazdag, területén többek között barlangok, források, növények élőhelyei, parkok állnak védelem alatt.
A természet védelméről szóló törvény (Tvt. 1996. évi LIII. tv. a természet védelméről) szerint természeti érték és terület kiemelt oltalma a védetté nyilvánítással jön létre, amelyre bárki javaslatot tehet. Országos jelentőségű terület esetén a miniszter, helyi jelentőségű terület esetén rendeletben a települési - Budapesten a fővárosi – önkormányzat nyilvánít védetté. Az Uniós Natura 2000 ökológiai hálózat nemzeti jegyzékét a Kormány állítja össze.
2015-ben a főváros területének mintegy 7%-a külön jogszabályban foglalt védettség alá tartozik, összterületéből 3715 hektár állt természeti oltalom alatt. Ekkor 39 helyi jelentőségű védett természeti terület volt Budapesten. Az országos jelentőségű védett természeti területek közé tartozott 2015-ben többek között a Budai Tájvédelmi Körzet fővárosi közigazgatási területen belüli része, a budai Sas-hegy, a Gellért-hegy, a Háros-sziget, a Jókai kert, a Füvészkert, 2012-től a csepeli Tamariska-domb, 2014-től a Fővárosi Állat- és Növénykert, a Tétényi-fennsík azon része, amely országos védettségű, valamint a barlangok nagyobb kiterjedésű felszíni területei. A fővárosi Natura 2000 területek (kb. 3313 ha, Budapest területének 6%-a) közé tartozik az értékes növényzettel borított budai hegyek (Budai Tájvédelmi Körzet) jelentős része (Budai-hegység: HUDI 20009), a Tétényi-fennsík egy része (Érd-tétényi plató: HUDI 20017), a Duna déli szakasza és árterei (Duna és ártere: HUDI 20034), valamint a Ráckevei (Soroksári)-Duna-ág és partszakaszai (RáckeveiDuna-ág: HUDI 20042).
| Név                                           | Védetté nyilvánítás éve | Természetvédeli terület típusa | Cím / Elhelyezkedés                                                              | Látogathatóság            |
| --------------------------------------------- | ----------------------- | ------------------------------ | -------------------------------------------------------------------------------- | ------------------------- |
| Apáthy-szikla                                 | 1977                    | fővárosi                       | II. kerület, Nagybányai út - Madár utca - Páfrányliget utca - Görgényi út között | szabadon látogatható      |
| Balogh Ádám-szikla                            | 1975                    | fővárosi                       |                                                                                  | szabadon látogatható      |
| Bátori-barlang                                |                         |                                |                                                                                  |                           |
| Bécsi kapu téri szőlőtőke                     | 1982                    | fővárosi                       |                                                                                  | szabadon látogatható      |
| Budai Tájvédelmi Körzet                       | 1978                    | országos                       |                                                                                  | szabadon látogatható      |
| Budapest forrásai                             |                         |                                |                                                                                  |                           |
| Denevér úti gyepfolt                          | 1999                    | fővárosi                       |                                                                                  | szabadon látogatható      |
| Fazekas-hegyi kőfejtő                         | 1982                    | fővárosi                       |                                                                                  | szabadon látogatható      |
| Ferenc-hegy                                   | 1999                    | fővárosi                       |                                                                                  | szabadon látogatható      |
| Fővárosi Állat- és Növénykert                 | 1986                    | fővárosi                       | XIV. kerület, Állatkerti körút 6-12.                                             | szabadon látogatható      |
| Füvészkert                                    | 1960                    | országos                       | VIII. kerület, Illés utca 25.                                                    | szabadon látogatható      |
| Gazda utcai hársfa                            | 1980                    | fővárosi                       |                                                                                  | engedéllyel látogatható   |
| Gellért-hegy                                  | 1997                    | országos                       |                                                                                  | szabadon látogatható      |
| Gördülő tanösvény (Gyermekvasút)              |                         |                                |                                                                                  |                           |
| Háros-sziget                                  | 1993                    | országos                       |                                                                                  | nem látogatható           |
| Jókai-kert                                    | 1985                    | fővárosi                       | XII. kerület, Költő utca 21.                                                     | szabadon látogatható      |
| Kertészeti Egyetem Budai Arborétuma           | 1975                    | fővárosi                       |                                                                                  | szabadon látogatható      |
| Kertészeti Egyetem Soroksári Botanikus Kertje | 1977                    | fővárosi                       |                                                                                  | szabadon látogatható      |
| Kis Háros-sziget                              | 1999                    | fővárosi                       |                                                                                  | nem látogatható           |
| Kis-Sváb-hegy                                 | 1991                    | fővárosi                       |                                                                                  | szabadon látogatható      |
| kőérberki szikes rét                          | 1982                    | fővárosi                       |                                                                                  | nem látogatható           |
| Kondor úti libanoni cédrus                    | 1999                    | fővárosi                       |                                                                                  | szabadon látogatható      |
| Levegő tanösvény (Libegő)                     |                         |                                |                                                                                  |                           |
| Merzse-mocsár                                 | 1977                    | fővárosi                       |                                                                                  | szabadon látogatható      |
| Mihályfi Ernő kertje                          | 1973                    | fővárosi                       | II. kerület, Bogár utca 25.                                                      | engedéllyel látogatható   |
| Naplás-tó                                     | 1997                    | fővárosi                       |                                                                                  | szabadon látogatható      |
| Ördög-oromi kőfejtő                           | 1982                    | fővárosi                       |                                                                                  | szabadon látogatható      |
| Palotai-sziget                                | 1999                    | fővárosi                       |                                                                                  | szabadon látogatható      |
| Pál-völgyi-barlangrendszer                    |                         |                                |                                                                                  |                           |
| Pál-völgyi-cseppkőbarlang felszíne            | 1944                    | országos                       |                                                                                  | szabadon látogatható      |
| Péceli úti kert                               | 1988                    | fővárosi                       | XVII. kerület, Péceli út 206.                                                    | engedéllyel látogatható   |
| Pusztaszeri úti földtani alapszelvény         | 1982                    | fővárosi                       |                                                                                  | szabadon látogatható      |
| Róka-hegy                                     | 1977                    | fővárosi                       |                                                                                  | szabadon látogatható      |
| Rupp-hegy                                     | 1977                    | fővárosi                       |                                                                                  | szabadon látogatható      |
| Sas-hegy                                      | 1957                    | országos                       |                                                                                  | korlátozottan látogatható |
| Szemlő-hegyi-barlang                          | 1957                    | országos                       |                                                                                  | szabadon látogatható      |
| Szemlő-hegyi-barlang felszíne                 | 1957                    | országos                       |                                                                                  | szabadon látogatható      |
| Tamariska-domb                                | 1999                    | fővárosi                       |                                                                                  | szabadon látogatható      |
| Tétényi-fennsík                               | 1999                    | fővárosi                       |                                                                                  | korlátozottan látogatható |
| Turjános (Rákospalota)                        | 1999                    | fővárosi                       |                                                                                  | szabadon látogatható      |
| Újpesti Homoktövis Természetvédelmi Terület   | 1974                    | fővárosi                       |                                                                                  | engedéllyel látogatható   |
| Vár-barlang                                   |                         |                                |                                                                                  |                           |